# Homoneura boobiensis
Homoneura boobiensis är en tvåvingeart som beskrevs av Kim 1994. Homoneura boobiensis ingår i släktet Homoneura och familjen lövflugor. Inga underarter finns listade i Catalogue of Life.